# هاشم أشعري
هاشم أشعري (10 أبريل 1875-25 يوليو 1947) كان عالمًا إندونيسيًا وبطلًا قوميًا ومؤسسًا لجمعية نهضة العلماء.

## سيرته
ولد هاشم أشعري تحت اسم محمد هاشم في غيدانغ، جومبانغ ريجنسي  في 10 أبريل 1875. والده هو أشعري أمهُ حليمة. كان جده، كياي عثمان، مؤسس بيسنترين غيدانغ وكان جده الأكبر مؤسس بيسنترين تامباكبيراس. كان الابن الثالث لعشرة أشقاء.
يمكن إرجاع أصل هاشم أشعري إلى السلطان هاديويجايا من باجانغ، ثم إلى براويجايا السادس (جيرندورااردانا)، آخر ملوك ماجاباهيت.
في سن العشرين تزوج من خديجة ابنة زعيم بيسنترين سِوالان بانجي. بعد سنة، ذهبوا إلى مكة. بعد سبعة أشهر، توفيت زوجته وكذلك ابنه عبد الله بعدها بشهرين.
في عام 1899، أسس بيسنترين تيبوِرينغ، والتي أصبحت فيما بعد أكبر بيسنترين في جاوة في أوائل القرن العشرين. أصبحت البيسنترين أيضًا مركزًا لإصلاح التعاليم الإسلامية التقليدية.
في 31 يناير 1926 أسس هو وعدد من القادة الإسلاميين التقليديين نهضة العلماء. خلال فترة الاحتلال الياباني، أُعتقل، وبعد عدة أشهر أطلق سراحه وأصبح رئيس الشؤون الدينية.
توفي فجأة في 25 يوليو 1947 بسبب ارتفاع ضغط الدم، بعد سماعه أنباء عن انتصار القوات الهولندية بمعركة في مالانج.

## الحياة الشخصية
تزوج سبع مرات وكل زوجاته من بنات علماء. الأربع من زوجاته خديجة ونفيسة ونفيقة ومسرورة. كان أحد أبنائه، وحيد هاشم، أحد واضعي ميثاق جاكرتا وأصبح فيما بعد وزيرًا للشؤون الدينية، بينما أصبح حفيده عبد الرحمن وحيد رئيسًا لإندونيسيا.

## قائمة المصادر
- Khuluq، Lathiful (2008). Fajar Kebangunan Ulama: Biografi K.H. Hasyim Asy'ari. Yogyakarta: LKiS Yogyakarta. ISBN:978-979-8966-37-8. مؤرشف من الأصل في 2021-06-16.